# Cristina Cifuentes Bermejo
Cristina Cifuentes Bermejo (Valladolid, 30 de octubre de 1993) es una jugadora de balonmano española que juega de pivote en el Atlético Guardés.

## Trayectoria

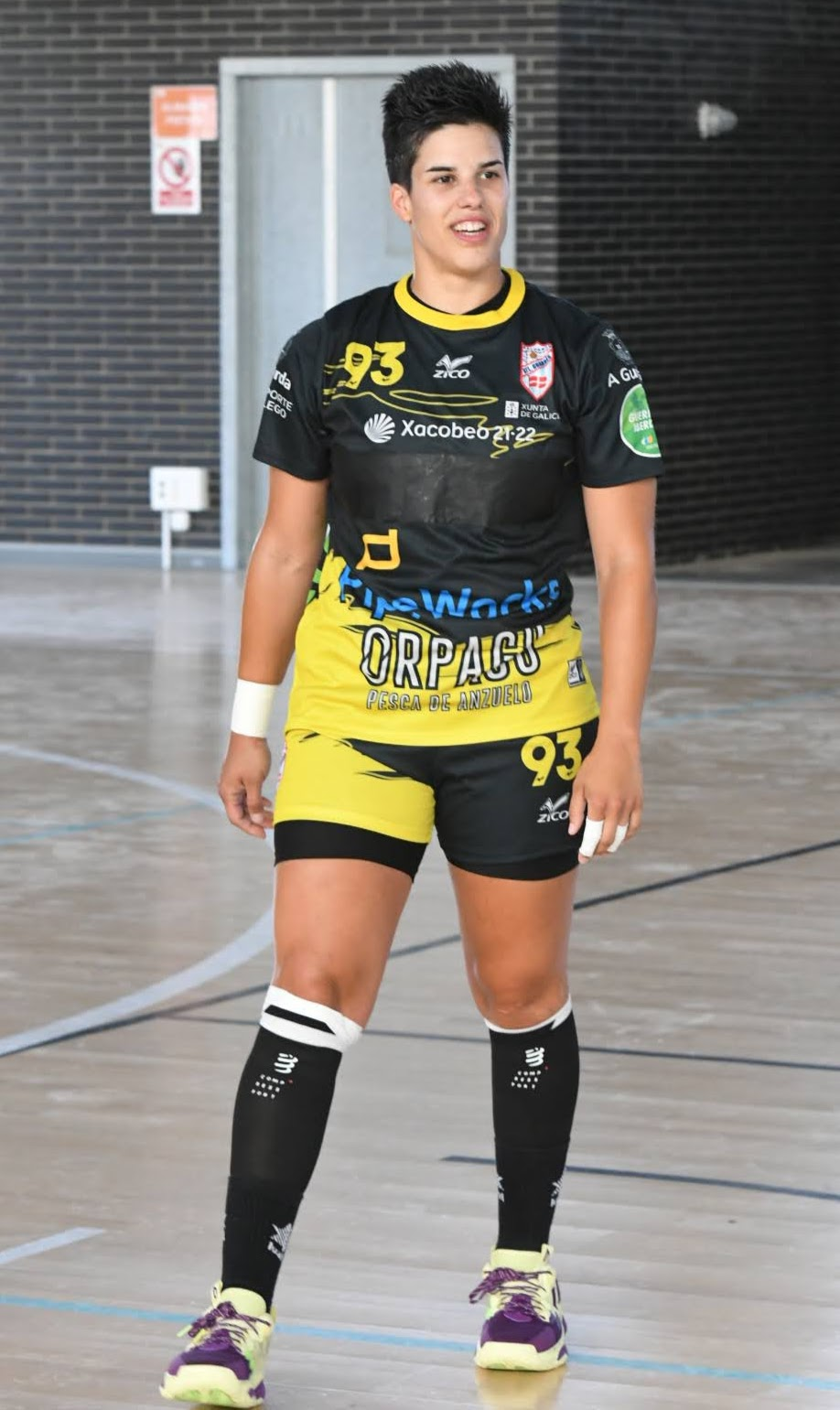
Cristina Cifuentes

Llegó al Aula en 2005 y fue partícipe de aquella promoción cadete y juvenil que destacó en los torneos nacionales de selecciones territoriales en un tridente de primeras línea donde Cristina se desenvolvía como lateraljunto a Teresa Álvarez, la que después se convertiría en co-capitana del Aula Valladolid.
Vivió el ascenso a División de Honor en un equipo en el que coincidió con Lulu Guerra, Amaia González o la propia Teresa Álvarez, en la temporada 2012-13, ante el ASISA Málaga Costa del Sol, momento que ella misma identifica como el mejor de su carrera.
Las primeras temporadas en la élite nacional se saldaron con varios puestos intermedios dónde aquel Aula de Miguel Ángel Peñas ejercía un balonmano rapidísimo y, con la batuta de Silvia Arderius, Teresa Álvarez o María Prieto, desarrollaron un juego coral que fue desplazando a Cristina al centro del ataque, pero entre la defensa rival.
En septiembre de 2019 sufrió una dura lesión de tobillo que la tuvo ocho meses fuera de los terrenos de juego. Extendió su contrato hasta el 2022 y, tras 17 años en el conjunto vallisoletano y por cuestiones personales sale, para la temporada 2022-23 camino a La Guardia, para jugar en el Atlético Guardés, dónde, por primera vez en su carrera y por causas de las lesiones del equipo del Bajo Miño (sobre todo la de Nerea Solares), Cristina Cabezas la usó de extremo.
Anotada por primera vez para la Challenge Cup con el Aula Alimentos de Valladolid en la temporada 2019-20, en la que no pudo debutar por la lesión de tobillo, debutó en la 2022-23, en un partido ante el JuRo Unirek VZV, en la EHF European Cup competición en la que el conjunto miñoto llegó a la final, perdiéndola ante el Antalya Konyaalti BSK turco y terminando subcampeona.
Renovó para la temporada 2024, cumplirá su tercera temporada en el Mecalia Atlético Guardés.

### Clubes
- 2005 - 22: Aula Alimentos de Valladolid
- 2022 - : Mecalia Atlético Guardés

#### Datos (desde la 2011 a la 2024)
|                           | Partidos | Goles |
| ------------------------- | -------- | ----- |
| Liga                      | 257      | 668   |
| Copa                      | 28       | 94    |
| EHF                       | 10       | 17    |
| Total                     | 295      | 779   |
| Fuente (a junio de 2024): |          |       |

### Selección
Fue una habitual de la selección española de balonmano juvenil y participó en el Mundial del, pero no ha llegado a debutar con las Guerreras.

## Galardones
- Medalla e insignia de plata de la Federación de Castilla y León (2022)[17]
- All Star de la Liga Loterías (2015)[18]